# Les Verts du Bénin
Beninští zelení (francouzsky Les Verts du Bénin) je beninská politická strana prosazující zelenou politiku. Je součástí Africké federace zelených stran a Global Greens.